# NGC 6477
NGC 6477 ist eine 15,3 mag helle, linsenförmige Galaxie vom Hubble-Typ S0 im Sternbild Drache am Nordsternhimmel. Sie ist Bestandteil eines optischen Galaxienclusters aus den sechs nahe beisammenstehenden Galaxien NGC 6456, NGC 6463, NGC 6470, NGC 6471, NGC 6472 und NGC 6477. Eine abschließende eindeutige Identifikation auf Basis von Swifts Beobachtungen steht immer noch aus.
Das Objekt wurde am 25. September 1886 von Lewis A. Swift entdeckt.